# Comunicação superlumínica
Comunicação superlumínica é o termo utilizado para descrever um processo hipotético pelo qual alguém possa enviar informação a velocidades mais rápidas que a luz. A investigação científica, até a presente data, não forneceu qualquer evidência empírica de que isso seja possível.